# Список Героев Советского Союза (Давиденко — Денисов)
В настоящем списке представлены в алфавитном порядке все Герои Советского Союза, чьи фамилии начинаются с буквы «Д» (всего 441 человек, из них трое удостоены звания дважды). Список содержит даты Указов Президиума Верховного Совета СССР о присвоении звания, информацию о роде войск, должности и воинском звании Героев на дату представления к присвоению звания Героя Советского Союза, годах их жизни.
Ударения в фамилиях Героев приведены по книге «Герои Советского Союза: Краткий биографический словарь / Пред. ред. коллегии И. Н. Шкадов. — М.: Воениздат, 1987. — Т. 1 /Абаев — Любичев/. — 911 с. — 100 000 экз. — ISBN отс., Рег. № в РКП 87-95382.».
- Персиковым цветом  в таблице выделены Герои, удостоенные звания дважды и более раз.
- Серым цветом  в таблице выделены Герои, представленные к званию посмертно.

| Навигационная таблица | Навигационная таблица              |
| --------------------- | ---------------------------------- |
| «Д»                   | Давиденко Василий — Денисов Михаил |
| «Д»                   | Денисов Осип — Донских Александр   |
| «Д»                   | Донских Иван — Дятлов Игнатий      |

| № п/п | Фамилия Имя Отчество                                                                          | Дата Указа | Род войск    | Должность | Звание                     | Годы жизни              | БС ГС НЛ                        |
| ----- | --------------------------------------------------------------------------------------------- | ---------- | ------------ | --- | -------------------------- | ----------------------- | ------------------------------- |
| 1     | Давиде́нко Василий Иванович укр. Давиденко Василь Іванович                                     | 26.10.1943 | пехота       | командир 214-го гвардейского стрелкового полка 73-й гвардейской стрелковой дивизии 7-й гвардейской армии Степного фронта | гвардии подполковник       | 19.06.1915 — 15.04.2002 | [ БС 1 ] [ ГС 1 ] [ НЛ 1 ]      |
| 2     | Давиде́нко Григорий Иванович укр. Давиденко Григорій Іванович                                  | 22.01.1944 | авиация      | штурман звена 44-й эскадрильи 15-го разведывательного авиационного полка ВВС Балтийского флота | лейтенант                  | 17.04.1921 — 08.05.1945 | [ БС 1 ] [ ГС 2 ] [ НЛ 2 ]      |
| 3     | Давиде́нко Григорий Митрофанович                                                               | 22.07.1944 | морской флот | командир катерного тральщика «КМ-97» 7-го дивизиона катерных тральщиков Балтийского флота | старшина первой статьи     | 24.02.1916 — 25.04.1993 | [ БС 1 ] [ ГС 3 ] [ НЛ 3 ]      |
| 4     | Давиде́нко Степан Павлович укр. Давиденко Степан Павлович                                      | 04.02.1944 | авиация      | штурман эскадрильи 24-го бомбардировочного авиационного полка 241-й бомбардировочной авиационной дивизии 3-го бомбардировочного авиационного корпуса 16-й воздушной армии Центрального фронта                                                                                                  | капитан                    | 30.11.1911 — 10.10.1972 | [ БС 2 ] [ ГС 4 ] [ НЛ 4 ]      |
| 5     | Давидко́в Виктор Иосифович укр. Давидков Віктор Йосипович                                      | 06.06.1942 | авиация      | заместитель командира 131-го истребительного авиационного полка 20-й смешанной авиационной дивизии 9-й армии Южного фронта | капитан                    | 17.08.1913 — 02.07.2001 | [ БС 3 ] [ ГС 5 ] [ НЛ 5 ]      |
| 6     | Давидо́вич Николай Петрович бел. Давідовіч Мікалай Пятровіч                                    | 29.10.1943 | пехота       | командир пулемётного расчёта 21-го стрелкового полка 180-й стрелковой дивизии 38-й армии Воронежского фронта | сержант                    | 15.08.1919 — 06.05.1993 | [ БС 3 ] [ ГС 6 ] [ НЛ 6 ]      |
| 7     | Давле́тов Абдрауф Ганеевич (Давлетов Габдурауф Абдулганеевич) баш. Дәүләтов Рәүф Әбделғәни улы | 15.01.1944 | кавалерия    | командир пулемётного взвода 58-го гвардейского кавалерийского полка 16-й гвардейской кавалерийской дивизии 7-го гвардейского кавалерийского корпуса 61-й армии Центрального фронта | гвардии лейтенант          | 27.03.1916 — 27.10.1943 | [ БС 3 ] [ ГС 7 ] [ НЛ 7 ]      |
| 8     | Давле́тов Баян Еркеевич тат. Дәүләтов Баян Яркәй улы                                           | 30.10.1943 | пехота       | командир взвода 1281-го стрелкового полка 60-й стрелковой дивизии 65-й армии Центрального фронта | лейтенант                  | 08.03.1924 — 21.10.1943 | [ БС 3 ] [ ГС 8 ] [ НЛ 8 ]      |
| 9     | Давля́тов Бакир Рахимович тат. Дәүләтов Бәкер Рәхим улы                                        | 15.01.1944 | кавалерия    | пулемётчик 60-го гвардейского кавалерийского полка 16-й гвардейской кавалерийской дивизии 7-го гвардейского кавалерийского корпуса 61-й армии Центрального фронта | гвардии старший сержант    | 23.05.1915 — 31.03.1982 | [ БС 3 ] [ ГС 9 ] [ НЛ 9 ]      |
| 10    | Давыде́нко Антон Корнеевич укр. Давиденко Антон Корнійович                                     | 27.06.1945 | пехота       | командир батальона 23-й гвардейской мотострелковой бригады 7-го гвардейского танкового корпуса 3-й гвардейской танковой армии 1-го Украинского фронта | гвардии майор              | 17.01.1908 — 15.03.1992 | [ БС 3 ] [ ГС 10 ] [ НЛ 10 ]    |
| 11    | Давыде́нко Константин Сергеевич укр. Давиденко Костянтин Сергійович                            | 18.08.1945 | авиация      | заместитель командира и штурман эскадрильи 62-го штурмового авиационного полка 233-й штурмовой авиационной дивизии 4-й воздушной армии 2-го Белорусского фронта | старший лейтенант          | 03.02.1923 — 08.08.2004 | [ БС 3 ] [ ГС 11 ] [ НЛ 11 ]    |
| 12    | Давы́дов Александр Дмитриевич                                                                  | 05.11.1944 | авиация      | командир эскадрильи 337-го авиационного полка 5-й гвардейской авиационной дивизии 4-го гвардейского авиационного корпуса авиации дальнего действия | гвардии капитан            | 09.03.1910 — 11.04.1986 | [ БС 4 ] [ ГС 12 ] [ НЛ 12 ]    |
| 13    | Давы́дов Андрей Яковлевич                                                                      | 15.01.1944 | танкист      | механик-водитель танка Т-34 195-го танкового батальона 95-й танковой бригады 9-го танкового корпуса 65-й армии Центрального фронта | старший сержант            | 05.12.1923 — 16.06.1993 | [ БС 5 ] [ ГС 13 ] [ НЛ 13 ]    |
| 14    | Давы́дов Василий Иннокентьевич                                                                 | 08.05.1946 | пехота       | командир батальона 674-го стрелкового полка 150-й стрелковой дивизии 3-й ударной армии 1-го Белорусского фронта | капитан                    | 20.12.1919 — 13.06.1968 | [ БС 5 ] [ ГС 14 ] [ НЛ 14 ]    |
| 15    | Давы́дов Василий Кузьмич                                                                       | 31.12.1942 | авиация      | заместитель командира эскадрильи 5-го гвардейского авиационного полка 50-й авиационной дивизии Авиации дальнего действия | гвардии капитан            | 02.03.1917 — 01.04.1992 | [ БС 5 ] [ ГС 15 ] [ НЛ 15 ]    |
| 16    | Давы́дов Виктор Иосифович                                                                      | 15.05.1946 | авиация      | заместитель командира эскадрильи 72-го отдельного разведывательного авиационного полка 16-й воздушной армии 1-го Белорусского фронта | капитан                    | 17.12.1920 — 23.05.1952 | [ БС 5 ] [ ГС 16 ] [ НЛ 16 ]    |
| 17    | Давы́дов Владимир Ильич                                                                        | 16.05.1944 | пехота       | командир взвода пешей разведки 15-го гвардейского стрелкового полка 2-й гвардейской стрелковой дивизии 56-й армии Северо-Кавказского фронта | гвардии лейтенант          | 15.04.1923 — 27.01.1944 | [ БС 5 ] [ ГС 17 ] [ НЛ 17 ]    |
| 18    | Давы́дов Евдоким Андреевич                                                                     | 17.10.1943 | пехота       | стрелок 705-го стрелкового полка 121-й стрелковой дивизии 60-й армии Центрального фронта | красноармеец               | 05.07.1894 — 18.02.1967 | [ БС 5 ] [ ГС 18 ] [ НЛ 18 ]    |
| 19    | Давы́дов Иван Васильевич                                                                       | 31.05.1945 | генерал      | заместитель по строевой части командира 125-го стрелкового корпуса 47-й армии 1-го Белорусского фронта | генерал-майор              | 07.07.1893 — 26.04.1945 | [ БС 6 ] [ ГС 19 ] [ НЛ 19 ]    |
| 20    | Давы́дов Иван Евгеньевич укр. Давидов Іван Євгенович                                           | 23.10.1943 | пехота       | командир 955-го стрелкового полка 309-й стрелковой дивизии 40-й армии Воронежского фронта | подполковник               | 19.04.1906 — 05.06.1963 | [ БС 7 ] [ ГС 20 ] [ НЛ 20 ]    |
| 21    | Давы́дов Иван Егорович                                                                         | 26.04.1971 | авиация      | лётчик-испытатель ОКБ О. К. Антонова | полковник                  | 14.02.1926 — 11.03.1977 | ——                              |
| 22    | Давы́дов Константин Иванович                                                                   | 18.08.1945 | авиация      | командир эскадрильи 657-го штурмового авиационного полка 196-й штурмовой авиационной дивизии 4-го штурмового авиационного корпуса 4-й воздушной армии 2-го Белорусского фронта | капитан                    | 06.11.1918 — 28.10.1949 | [ БС 7 ] [ ГС 22 ] [ НЛ 21 ]    |
| 23    | Давы́дов Ладо Шириншаевич (Давидов Ладо Шириншаевич)                                           | 22.07.1944 | пехота       | разведчик 210-й отдельной разведывательной роты 306-й стрелковой дивизии 43-й армии 1-го Прибалтийского фронта | красноармеец               | 18.08.1924 — 30.07.1987 | [ БС 7 ] [ ГС 23 ] [ НЛ 22 ]    |
| 24    | Давы́дов Николай Сергеевич                                                                     | 19.04.1945 | авиация      | заместитель командира и штурман эскадрильи 75-го гвардейского штурмового авиационного полка 1-й гвардейской штурмовой авиационной дивизии 1-й воздушной армии 3-го Белорусского фронта | гвардии старший лейтенант  | 02.11.1921 — 16.08.1949 | [ БС 7 ] [ ГС 24 ] [ НЛ 23 ]    |
| 25    | Давы́дов Павел Фёдорович                                                                       | 15.05.1946 | комиссар     | заместитель по политической части командира 140-го гвардейского стрелкового полка 47-й гвардейской стрелковой дивизии 8-й гвардейской армии 1-го Белорусского фронта | гвардии подполковник       | 17.01.1902 — 19.05.1994 | [ БС 7 ] [ ГС 25 ] [ НЛ 24 ]    |
| 26    | Давы́дов Селивёрст Васильевич                                                                  | 01.11.1943 | артиллерия   | командир орудия 107-го гвардейского истребительно-противотанкового артиллерийского полка 8-й отдельной истребительно-противотанковой артиллерийской бригады РГК в составе 51-й армии Южного фронта                                                                                             | гвардии сержант            | 15.01.1918 — 14.05.1992 | [ БС 7 ] [ ГС 26 ] [ НЛ 25 ]    |
| 27    | Давы́дов Семён Семёнович                                                                       | 27.02.1945 | артиллерия   | командир дивизиона 156-го гвардейского артиллерийского полка 77-й гвардейской стрелковой дивизии 69-й армии 1-го Белорусского фронта | гвардии майор              | 06.08.1921 — 27.06.1945 | [ БС 8 ] [ ГС 27 ] [ НЛ 26 ]    |
| 28    | Давы́дов Сергей Степанович                                                                     | 22.07.1944 | авиация      | штурман эскадрильи 12-го гвардейского пикировочного авиационного полка 8-й минно-торпедной авиационной дивизии ВВС Балтийского флота | гвардии капитан            | 25.10.1907 — 05.08.1945 | [ БС 9 ] [ ГС 28 ] [ НЛ 27 ]    |
| 29    | Давы́дов Фёдор Николаевич                                                                      | 30.10.1943 | пехота       | командир отделения 685-го стрелкового полка 193-й стрелковой дивизии 65-й армии Центрального фронта | старший сержант            | 10.11.1906 — 02.10.1984 | [ БС 9 ] [ ГС 29 ] [ НЛ 28 ]    |
| 30    | Дада́ев Степан Павлович                                                                        | 29.06.1945 | пехота       | стрелок 17-го гвардейского стрелкового полка 5-й гвардейской стрелковой дивизии 11-й гвардейской армии 3-го Белорусского фронта | гвардии старшина           | 28.10.1902 — 26.04.1945 | [ БС 9 ] [ ГС 30 ] [ НЛ 29 ]    |
| 31    | Дада́шев Магеррам Акпер оглы (Дадашев Магеррам Акперович) азерб. Dadaşov Məhərrəm Əkbər oğlu   | 24.03.1945 | танкист      | механик-водитель танка 233-й танковой бригады 5-го механизированного корпуса 6-й танковой армии 2-го Украинского фронта | старший сержант            | 15.02.1912 — 17.09.1944 | [ БС 9 ] [ ГС 31 ] [ НЛ 30 ]    |
| 32    | Дайдо́ев Иван Тимофеевич                                                                       | 20.12.1943 | артиллерия   | командир батареи 5-го гвардейского артиллерийского полка 10-й гвардейской воздушно-десантной дивизии 37-й армии Степного фронта | гвардии лейтенант          | 10.05.1923 — 18.10.2008 | [ БС 9 ] [ ГС 32 ] [ НЛ 31 ]    |
| 33    | Дане́лия Амиран Иосифович груз. დანელია ამირან                                                 | 10.04.1945 | танкист      | стрелок-пулемётчик танка Т-34 53-й гвардейской танковой бригады 6-го гвардейского танкового корпуса 3-й гвардейской танковой армии 1-го Украинского фронта | гвардии старший сержант    | 16.04.1923 — 06.02.1979 | [ БС 10 ] [ ГС 33 ] [ НЛ 32 ]   |
| 34    | Даниле́нко Николай Никитович укр. Даниленко Микола Микитович                                   | 19.04.1945 | авиация      | заместитель командира эскадрильи 18-го гвардейского истребительного авиационного полка 303-й истребительной авиационной дивизии 1-й воздушной армии 3-го Белорусского фронта | гвардии капитан            | 24.10.1921 — 30.06.1987 | [ БС 11 ] [ ГС 34 ] [ НЛ 33 ]   |
| 35    | Дани́лин Александр Михайлович                                                                  | 10.04.1945 | пехота       | командир пулемётного расчёта 868-го стрелкового полка 287-й стрелковой дивизии 3-й гвардейской армии 1-го Украинского фронта | старший сержант            | 25.08.1910 — 13.10.1970 | [ БС 11 ] [ ГС 35 ] [ НЛ 34 ]   |
| 36    | Дани́лин Иван Никитович                                                                        | 17.10.1943 | пехота       | командир мотострелкового батальона 26-й гвардейской механизированной бригады 7-го гвардейского механизированного корпуса 60-й армии Центрального фронта | гвардии капитан            | 10.09.1907 — 31.01.1945 | [ БС 11 ] [ ГС 36 ] [ НЛ 35 ]   |
| 37    | Дани́лин Сергей Алексеевич                                                                     | 01.09.1937 | авиация      | штурман-испытатель Научно-испытательного института Военно-воздушных сил СССР | военный инженер 3-го ранга | 21.10.1901 — 28.12.1978 | ——                              |
| 38    | Данили́цкий Антон Петрович бел. Даніліцкi Антон Пятровіч                                       | 23.09.1944 | танкист      | командир танка Т-34 53-го танкового полка 69-й механизированной бригады 9-го механизированного корпуса 3-й гвардейской танковой армии 1-го Украинского фронта | младший лейтенант          | 01.01.1922 — 10.09.2010 | [ БС 11 ] [ ГС 38 ] [ НЛ 36 ]   |
| 39    | Дани́лов Алексей Васильевич                                                                    | 27.06.1945 | авиация      | командир звена 161-го гвардейского бомбардировочного авиационного полка 8-й гвардейской бомбардировочной авиационной дивизии 6-го гвардейского бомбардировочного авиационного корпуса 2-й воздушной армии 1-го Украинского фронта                                                              | гвардии лейтенант          | 01.06.1923 — 11.12.1985 | [ БС 11 ] [ ГС 39 ] [ НЛ 37 ]   |
| 40    | Дани́лов Алексей Дмитриевич                                                                    | 15.01.1944 | пехота       | стрелок 221-го гвардейского стрелкового полка 77-й гвардейской стрелковой дивизии 61-й армии Центрального фронта | гвардии красноармеец       | 17.03.1907 — 13.01.1944 | [ БС 12 ] [ ГС 40 ] [ НЛ 38 ]   |
| 41    | Дани́лов Алексей Ильич                                                                         | 24.03.1945 | танкист      | радиотелеграфист танка Т-34 3-й гвардейской танковой бригады 3-го гвардейского танкового корпуса 3-го Белорусского фронта | гвардии сержант            | 19.01.1923 — 30.06.1944 | [ БС 13 ] [ ГС 41 ] [ НЛ 39 ]   |
| 42    | Дани́лов Алексей Степанович                                                                    | 25.10.1943 | танкист      | командир сводной танковой группы 3-го гвардейского механизированного корпуса 47-й армии Воронежского фронта | гвардии капитан            | 29.03.1921 — 16.12.2005 | [ БС 13 ] [ ГС 42 ] [ НЛ 40 ]   |
| 43    | Дани́лов Андрей Борисович                                                                      | 24.12.1943 | артиллерия   | командир орудия 233-го гвардейского артиллерийского полка 95-й гвардейской стрелковой дивизии 5-й гвардейской армии Воронежского фронта | гвардии сержант            | 05.08.1908 — 13.09.1943 | [ БС 13 ] [ ГС 43 ] [ НЛ 41 ]   |
| 44    | Дани́лов Василий Александрович                                                                 | 22.02.1944 | комиссар     | комсорг батальона 1118-го стрелкового полка 333-й стрелковой дивизии 6-й армии 3-го Украинского фронта | сержант                    | 04.09.1924 — 01.06.2015 | [ БС 13 ] [ ГС 44 ] [ НЛ 42 ]   |
| 45    | Дани́лов Григорий Семёнович                                                                    | 01.05.1943 | авиация      | старший лётчик 807-го штурмового авиационного полка 206-й штурмовой авиационной дивизии 8-й воздушной армии Сталинградского фронта | старший сержант            | 06.01.1917 — 02.12.1999 | [ БС 13 ] [ ГС 45 ] [ НЛ 43 ]   |
| 46    | Дани́лов Леонид Парфёнович                                                                     | 25.10.1943 | артиллерия   | командир орудия артиллерийского дивизиона 9-й гвардейской механизированной бригады 3-го гвардейского механизированного корпуса 47-й армии Воронежского фронта | гвардии старший сержант    | 31.01.1922 — 05.06.1964 | [ БС 13 ] [ ГС 46 ] [ НЛ 44 ]   |
| 47    | Данило́в Михаил Иванович                                                                       | 24.03.1945 | пехота       | командир взвода 459-го стрелкового полка 42-й стрелковой дивизии 49-й армии 2-го Белорусского фронта | лейтенант                  | 18.07.1911 — 19.04.1945 | [ БС 14 ] [ ГС 47 ] [ НЛ 45 ]   |
| 48    | Дани́лов Николай Фёдорович                                                                     | 22.02.1943 | комиссар     | политрук мотострелковой роты 163-го отдельного разведывательного батальона 104-й стрелковой дивизии 42-го стрелкового корпуса 14-й армии Северного фронта | заместитель политрука      | 1915 — 25.07.1941       | [ БС 15 ] [ ГС 48 ] [ НЛ 46 ]   |
| 49    | Дани́лов Павел Фёдорович                                                                       | 24.03.1945 | пехота       | стрелок 450-го стрелкового полка 265-й стрелковой дивизии 21-й армии Ленинградского фронта | красноармеец               | 20.06.1894 — 09.01.1950 | [ БС 15 ] [ ГС 49 ] [ НЛ 47 ]   |
| 50    | Дани́лов Пётр Алексеевич                                                                       | 23.07.1944 | комиссар     | помощник по работе среди комсомольцев начальника политотдела 3-й армии Белорусского фронта | майор                      | 15.10.1915 — 21.02.1944 | [ БС 15 ] [ ГС 50 ] [ НЛ 48 ]   |
| 51    | Дани́лов Степан Павлович                                                                       | 17.11.1939 | авиация      | командир 56-го истребительного авиационного полка 1-й истребительной авиационной бригады 1-й армейской группы | майор                      | 15.12.1909 — 24.05.1945 | ——                              |
| 52    | Дани́льченко Виктор Иванович                                                                   | 24.03.1945 | пехота       | командир пулемётного взвода 319-го гвардейского горнострелкового полка 128-й гвардейской горнострелковой дивизии Отдельной Приморской армии | гвардии лейтенант          | 07.01.1922 — 02.05.1944 | [ БС 15 ] [ ГС 52 ] [ НЛ 49 ]   |
| 53    | Дани́льченко Иван Андреевич укр. Данильченко Іван Андрійович                                   | 01.07.1944 | авиация      | штурман 237-го штурмового авиационного полка 305-й штурмовой авиационной дивизии 9-го смешанного авиационного корпуса 17-й воздушной армии 3-го Украинского фронта | капитан                    | 22.09.1914 — 28.10.1981 | [ БС 15 ] [ ГС 53 ] [ НЛ 50 ]   |
| 54    | Данилья́нц Еремей Иванович арм. Դանիելյանց Երեմ Իվանի                                          | 15.01.1944 | кавалерия    | командир пулемётного расчёта 60-го гвардейского кавалерийского полка 16-й гвардейской кавалерийской дивизии 7-го гвардейского кавалерийского корпуса 61-й армии Центрального фронта | гвардии старший сержант    | 05.05.1901 — 29.10.1943 | [ БС 15 ] [ ГС 54 ] [ НЛ 51 ]   |
| 55    | Данилю́к Леонид Семёнович бел. Данілюк Леанід Сямёнавіч                                        | 31.05.1945 | артиллерия   | командир 1822-го самоходно-артиллерийского полка 1-го механизированного корпуса 2-й гвардейской танковой армии 1-го Белорусского фронта | майор                      | 03.05.1919 — 24.09.1986 | [ БС 16 ] [ ГС 55 ] [ НЛ 52 ]   |
| 56    | Данко́в Фёдор Трофимович                                                                       | 13.09.1944 | танкист      | командир танковой роты 107-й танковой бригады 16-го танкового корпуса 2-й танковой армии 2-го Украинского фронта | капитан                    | 09.08.1913 — 09.04.1944 | [ БС 17 ] [ ГС 56 ] [ НЛ 53 ]   |
| 57    | Данука́лов Алексей Фёдорович (Донука́ло Алексей Фёдорович) укр. Донукало Олексій Федорович      | 15.08.1944 | партизан     | активный участник партизанской борьбы в Белоруссии, командир партизанской бригады «Алексея» | подполковник               | 29.02.1916 — 27.04.1944 | [ БС 18 ] [ ГС 57 ] [ НЛ 54 ]   |
| 58    | Да́нькин Андрей Фёдорович                                                                      | 05.11.1944 | авиация      | штурман звена 5-го гвардейского авиационного полка 50-й авиационной дивизии 6-го авиационного корпуса Авиации дальнего действия | гвардии майор              | 03.10.1913 — 30.06.1978 | [ БС 17 ] [ ГС 58 ] [ НЛ 55 ]   |
| 59    | Данько́ Василий Иосифович укр. Данько Василь Йосипович                                         | 20.12.1943 | пехота       | командир батальона 182-го гвардейского стрелкового полка 62-й гвардейской стрелковой дивизии 37-й армии Степного фронта | гвардии капитан            | 21.03.1917 — 10.01.1988 | [ БС 17 ] [ ГС 59 ] [ НЛ 56 ]   |
| 60    | Да́ньщин Сергей Петрович                                                                       | 25.03.1943 | авиация      | командир звена 2-го гвардейского авиационного полка 3-й авиационной дивизии Авиации дальнего действия | гвардии капитан            | 15.07.1911 — 11.09.1943 | [ БС 17 ] [ ГС 60 ] [ НЛ 57 ]   |
| 61    | Даню́шин Николай Алексеевич                                                                    | 18.08.1945 | авиация      | воздушный стрелок-радист 4-го гвардейского ближнебомбардировочного авиационного полка 188-й бомбардировочной авиационной дивизии 15-й воздушной армии 2-го Прибалтийского фронта | гвардии старшина           | 30.10.1919 — 10.09.1992 | [ БС 17 ] [ ГС 61 ] [ НЛ 58 ]   |
| 62    | Дарбиня́н Левон Хнгяносович (Дарбинян Левон Хнканосович) арм. Դարբինյան Լևոն                   | 10.01.1944 | танкист      | командир 69-й механизированной бригады 9-го механизированного корпуса 3-й гвардейской танковой армии 1-го Украинского фронта | полковник                  | 29.05.1905 — 28.12.1943 | [ БС 17 ] [ ГС 62 ] [ НЛ 59 ]   |
| 63    | Дарбиня́н Ншан Авакович арм. Դարբինյան Նշան                                                    | 27.02.1945 | танкист      | механик-водитель танка 49-й гвардейской танковой бригады 12-го гвардейского танкового корпуса 2-й гвардейской танковой армии 1-го Белорусского фронта | гвардии старший сержант    | 10.05.1922 — 01.11.1996 | [ БС 19 ] [ ГС 63 ] [ НЛ 60 ]   |
| 64    | Даулитбе́ков Амантай каз. Дәулетбеков Амантай                                                  | 24.12.1943 | артиллерия   | командир орудия 1180-го истребительно-противотанкового артиллерийского полка 13-й истребительно-противотанковой артиллерийской бригады 2-й танковой армии Центрального фронта | старший сержант            | 10.10.1917 — 09.07.1943 | [ БС 20 ] [ ГС 64 ] [ НЛ 61 ]   |
| 65    | Дау́тов Искандер Садыкович тат. Даутов Искәндәр Садыйк улы                                     | 15.01.1944 | кавалерия    | пулемётчик 58-го гвардейского кавалерийского полка 16-й гвардейской кавалерийской дивизии 7-го гвардейского кавалерийского корпуса 61-й армии Центрального фронта | гвардии красноармеец       | 02.09.1923 — 26.09.1943 | [ БС 20 ] [ ГС 65 ] [ НЛ 62 ]   |
| 66    | Дахно́вский Фёдор Тарасович укр. Дахновський Федір Тарасович                                   | 28.04.1945 | артиллерия   | командующий артиллерией 202-й стрелковой дивизии 27-й армии 2-го Украинского фронта | полковник                  | 06.03.1903 — 18.12.1990 | [ БС 20 ] [ ГС 66 ] [ НЛ 63 ]   |
| 67    | Даце́нко Иван Иванович укр. Даценко Іван Іванович                                              | 18.09.1943 | авиация      | командир звена 10-го гвардейского авиационного полка 3-й гвардейской авиационной дивизии 3-го гвардейского авиационного корпуса Авиации дальнего действия | гвардии старший лейтенант  | 29.11.1918 — 19.04.1944 | [ БС 20 ] [ ГС 67 ] [ НЛ 64 ]   |
| 68    | Дачи́ев Хансултан Чапаевич чечен. Дачиев Хансултан Чапаевич                                    | 15.01.1944 | кавалерия    | разведчик 58-го гвардейского кавалерийского полка 16-й гвардейской кавалерийской дивизии 7-го гвардейского кавалерийского корпуса 61-й армии Центрального фронта | гвардии красноармеец       | 12.12.1922 — май 2001   | [ БС 20 ] [ ГС 68 ] [ НЛ 65 ]   |
| 69    | Дачко́ Фёдор Терентьевич укр. Дачко Федір Терентійович                                         | 20.12.1943 | артиллерия   | наводчик орудия 99-го гвардейского отдельного истребительно-противотанкового дивизиона 89-й гвардейской стрелковой дивизии 37-й армии Степного фронта | гвардии старший сержант    | 23.02.1923 — 09.04.1996 | [ БС 21 ] [ ГС 69 ] [ НЛ 66 ]   |
| 70    | Двадне́нко Иван Карпович                                                                       | 09.02.1944 |              | командир батареи 45-мм пушек 60-го гвардейского кавалерийского полка 16-й гвардейской кавалерийской дивизии 7-го гвардейского кавалерийского корпуса 61-й армии Центрального фронта | гвардии младший лейтенант  | 03.02.1903 — 15.12.1943 | [ БС 22 ] [ ГС 70 ] [ НЛ 67 ]   |
| 71    | Дво́йченков Павел Иванович                                                                     | 13.11.1943 | артиллерия   | командир батареи 576-го артиллерийского полка 167-й стрелковой дивизии 38-й армии Воронежского фронта | старший лейтенант          | 1917 — 14.10.1943       | [ БС 22 ] [ ГС 71 ] [ НЛ 68 ]   |
| 72    | Дво́рников Георгий Тимофеевич                                                                  | 26.10.1944 | авиация      | заместитель командира и штурман эскадрильи 167-го гвардейского штурмового авиационного полка 10-й гвардейской штурмовой авиационной дивизии 2-й воздушной армии 1-го Украинского фронта | гвардии старший лейтенант  | 01.12.1923 — 31.12.1974 | [ БС 22 ] [ ГС 72 ] [ НЛ 69 ]   |
| 73    | Дво́рский Иван Иванович укр. Дворський Іван Іванович                                           | 19.04.1945 | пехота       | наводчик станкового пулемёта 801-го стрелкового полка 235-й стрелковой дивизии 43-й армии 3-го Белорусского фронта | красноармеец               | 06.04.1919 — 07.04.1945 | [ БС 22 ] [ ГС 73 ] [ НЛ 70 ]   |
| 74    | Двужи́льный Юрий Михайлович                                                                    | 24.03.1945 | пехота       | командир батальона 878-го стрелкового полка 290-й стрелковой дивизии 49-й армии 2-го Белорусского фронта | капитан                    | 25.08.1919 — 26.06.1944 | [ БС 22 ] [ ГС 74 ] [ НЛ 71 ]   |
| 75    | Двуре́ченский Николай Иванович                                                                 | 10.04.1945 | пехота       | командир взвода 994-го стрелкового полка 286-й стрелковой дивизии 59-й армии 1-го Украинского фронта | лейтенант                  | 18.01.1924 — 11.11.1979 | [ БС 22 ] [ ГС 75 ] [ НЛ 72 ]   |
| 76    | Двухба́бный Исаак Шаевич                                                                       | 16.05.1944 | артиллерия   | наводчик орудия 490-го истребительно-противотанкового артиллерийского полка РГК в составе 18-й армии Северо-Кавказского фронта | сержант                    | 02.04.1922 — 05.11.1943 | [ БС 23 ] [ ГС 76 ] [ НЛ 73 ]   |
| 77    | Девята́ев Михаил Петрович мокш. Девятаев Михайила                                              | 15.08.1957 | авиация      | командир звена 104-го гвардейского истребительного авиационного полка 9-й гвардейской истребительной авиационной дивизии 2-й воздушной армии 1-го Украинского фронта | гвардии старший лейтенант  | 08.07.1917 — 24.11.2002 | ——                              |
| 78    | Девятья́ров Александр Андреевич                                                                | 10.04.1945 | авиация      | помощник по воздушно-стрелковой службе командира 140-го гвардейского штурмового авиационного полка 8-й гвардейской штурмовой авиационной дивизии 1-го гвардейского штурмового авиационного корпуса 2-й воздушной армии 1-го Украинского фронта                                                 | гвардии майор              | 15.06.1907 — 02.03.1985 | [ БС 24 ] [ ГС 78 ] [ НЛ 74 ]   |
| 79    | Дёгтев Пётр Максимович                                                                        | 22.02.1944 | артиллерия   | наводчик орудия батареи 45-мм пушек 178-го гвардейского стрелкового полка 60-й гвардейской стрелковой дивизии 6-й армии 3-го Украинского фронта | гвардии сержант            | 19.12.1918 — 11.10.2003 | [ БС 24 ] [ ГС 79 ] [ НЛ 75 ]   |
| 80    | Дегтярёв Александр Ильич                                                                      | 01.11.1943 | пехота       | стрелок 177-го стрелкового полка 236-й стрелковой дивизии 46-й армии Степного фронта | красноармеец               | 12.08.1918 — 05.10.1943 | [ БС 24 ] [ ГС 80 ] [ НЛ 76 ]   |
| 81    | Дегтярёв Василий Леонтьевич укр. Дегтярьов Василь Леонтійович                                 | 11.11.1990 | авиация      | командир звена 571-го штурмового авиационного полка 224-й штурмовой авиационной дивизии 1-й воздушной армии Западного фронта | лейтенант                  | 14.01.1915 — 09.07.1942 | [ БС 25 ] [ ГС 81 ] [ НЛ 77 ]   |
| 82    | Дегтярёв Владимир Арсентьевич укр. Дегтярьов Володимир Арсентійович                           | 16.05.1944 | авиация      | помощник по лётной части командира 119-го авиационного полка ВВС Черноморского флота | майор                      | 15.07.1903 — 24.05.1944 | [ БС 24 ] [ ГС 82 ] [ НЛ 78 ]   |
| 83    | Дегтярёв Николай Васильевич                                                                   | 21.03.1940 | артиллерия   | начальник штаба дивизиона 302-го гаубичного артиллерийского полка 50-го стрелкового корпуса 7-й армии Северо-Западного фронта | старший лейтенант          | 25.11.1903 — 20.04.1971 | [ БС 24 ] [ ГС 83 ] [ НЛ 79 ]   |
| 84    | Дегтя́рь Николай Иванович укр. Дегтяр Микола Іванович                                          | 27.06.1945 | авиация      | командир эскадрильи 95-го гвардейского штурмового авиационного полка 5-й гвардейской штурмовой авиационной дивизии 2-го гвардейского штурмового авиационного корпуса 2-й воздушной армии 1-го Украинского фронта                                                                               | гвардии майор              | 27.12.1916 — 03.08.1986 | [ БС 26 ] [ ГС 84 ] [ НЛ 80 ]   |
| 85    | Дедко́в Виктор Семёнович                                                                       | 22.02.1944 | инженер      | начальник штаба 248-го моторизированного инженерного батальона Степного фронта | старший техник-лейтенант   | 11.11.1913 — 03.09.1982 | [ БС 27 ] [ ГС 85 ] [ НЛ 81 ]   |
| 86    | Де́ев Владимир Николаевич                                                                      | 24.03.1945 | пехота       | стрелок 743-го стрелкового полка 131-й стрелковой дивизии 2-й ударной армии Ленинградского фронта | красноармеец               | 21.01.1925 — 29.10.1944 | [ БС 27 ] [ ГС 86 ] [ НЛ 82 ]   |
| 87    | Деже́нин Пётр Сергеевич                                                                        | 24.03.1945 | инженер      | помощник командира сапёрного взвода 3-го гвардейского воздушно-десантного полка 1-й гвардейской воздушно-десантной дивизии 53-й армии 2-го Украинского фронта | гвардии старший сержант    | 03.07.1911 — 28.03.1945 | [ БС 27 ] [ ГС 87 ] [ НЛ 83 ]   |
| 88    | Дейка́ло Пётр Григорьевич укр. Дейкало Петро Григорович                                        | 17.11.1943 | морской флот | командир роты автоматчиков 386-го отдельного батальона морской пехоты Новороссийской военно-морской базы Черноморского флота | лейтенант                  | 20.04.1917 — 26.02.1977 | [ БС 27 ] [ ГС 88 ] [ НЛ 84 ]   |
| 89    | Дейне́га Алексей Тихонович укр. Дейнега Олексій Тихонович                                      | 29.06.1945 | инженер      | командир отделения моторизированной инженерной разведывательной роты 43-й инженерно-сапёрной бригады 27-й армии 2-го Украинского фронта | старший сержант            | 15.03.1914 — 20.09.1988 | [ БС 27 ] [ ГС 89 ] [ НЛ 85 ]   |
| 90    | Дейне́женко Михаил Никифорович укр. Дейнеженко Михайло Никифорович                             | 10.04.1945 | артиллерия   | командир батареи 40-й гвардейской пушечной артиллерийской бригады 3-й гвардейской армии 1-го Украинского фронта | гвардии капитан            | 10.10.1915 — 15.07.1977 | [ БС 27 ] [ ГС 90 ] [ НЛ 86 ]   |
| 91    | Дейне́кин Павел Иванович                                                                       | 24.03.1945 | танкист      | командир танковой роты 19-й гвардейской танковой бригады 3-го гвардейского танкового корпуса 5-й гвардейской танковой армии 3-го Белорусского фронта | гвардии лейтенант          | 18.12.1918 — 22.03.1945 | [ БС 28 ] [ ГС 91 ] [ НЛ 87 ]   |
| 92    | Дейне́ко Николай Григорьевич укр. Дейнеко Микола Григорович                                    | 22.02.1944 | пехота       | командир роты 184-го гвардейского стрелкового полка 62-й гвардейской стрелковой дивизии 37-й армии Степного фронта | гвардии старший лейтенант  | 20.06.1920 — 23.12.1943 | [ БС 29 ] [ ГС 92 ] [ НЛ 88 ]   |
| 93    | Дейне́ко Степан Петрович укр. Дейнеко Степан Петрович                                          | 24.05.1943 | авиация      | заместитель командира эскадрильи 367-го бомбардировочного авиационного полка 132-й бомбардировочной авиационной дивизии 4-й воздушной армии Северо-Кавказского фронта | капитан                    | 22.12.1918 — 15.02.1944 | [ БС 29 ] [ ГС 93 ] [ НЛ 89 ]   |
| 94    | Дексба́х Михаил Сергеевич                                                                      | 23.06.1981 | авиация      | лётчик-испытатель ОКБ А. С. Яковлева | —                          | 02.02.1937 — 07.10.2006 | ——                              |
| 95    | Делеге́й Николай Куприянович (Дилигей Николай Куприянович) укр. Делегей Микола Купріянович     | 01.07.1944 | авиация      | командир 508-го истребительного авиационного полка 205-й истребительной авиационной дивизии 7-го истребительного авиационного корпуса 5-й воздушной армии 2-го Украинского фронта | майор                      | 24.10.1911 — 03.10.1945 | [ БС 29 ] [ ГС 95 ] [ НЛ 90 ]   |
| 96    | Де́ликов Эрдни Теледжиевич калм. Делкән Эрднь                                                  | 31.03.1943 | кавалерия    | командир расчёта противотанкового ружья 273-го кавалерийского полка 110-й отдельной кавалерийской дивизии 51-й армии Северо-Кавказского фронта | сержант                    | 22.11.1914 — 21.07.1942 | [ БС 29 ] [ ГС 96 ] [ НЛ 91 ]   |
| 97    | Дельцо́в Павел Андреевич                                                                       | 13.04.1944 | авиация      | командир эскадрильи 24-го бомбардировочного авиационного полка 241-й бомбардировочной авиационной дивизии 3-го бомбардировочного авиационного корпуса 16-й воздушной армии Центрального фронта                                                                                                 | капитан                    | 26.01.1917 — 08.05.1969 | [ БС 29 ] [ ГС 97 ] [ НЛ 92 ]   |
| 98    | Де́ма Леонид Васильевич                                                                        | 26.10.1944 | авиация      | помощник по воздушно-стрелковой службе командира 112-го гвардейского истребительного авиационного полка 10-й гвардейской истребительной авиационной дивизии 10-го истребительного авиационного корпуса 2-й воздушной армии 2-го Украинского фронта                                             | гвардии капитан            | 18.06.1916 — 17.12.2004 | [ БС 29 ] [ ГС 98 ] [ НЛ 93 ]   |
| 99    | Демако́в Александр Иванович                                                                    | 05.07.1982 | комиссар     | заместитель по политической части командира роты 70-й гвардейской отдельной мотострелковой бригады 40-й армии ограниченного контингента советских войск в Афганистане | старший лейтенант          | 06.08.1960 — 21.04.1982 | ——                              |
| 100   | Дема́нов Георгий Георгиевич                                                                    | 22.02.1944 | пехота       | командир взвода 932-го стрелкового полка 252-й стрелковой дивизии 53-й армии Степного фронта | лейтенант                  | 19.04.1915 — 19.07.1944 | [ БС 30 ] [ ГС 100 ] [ НЛ 94 ]  |
| 101   | Деменко́в Лаврентий Васильевич бел. Дземянкоў Лаўрэнцій Васілевіч                              | 21.07.1944 | пехота       | командир взвода 1063-го стрелкового полка 272-й стрелковой дивизии 7-й армии Карельского фронта | лейтенант                  | 15.07.1918 — 22.10.1993 | [ БС 30 ] [ ГС 101 ] [ НЛ 95 ]  |
| 102   | Деменко́в Сергей Васильевич                                                                    | 28.09.1943 | авиация      | заместитель командира и штурман эскадрильи 103-го гвардейского истребительного авиационного полка 2-го гвардейского истребительного авиационного корпуса Ленинградской армии ПВО | гвардии старший лейтенант  | 25.12.1919 — 04.05.2003 | [ БС 30 ] [ ГС 102 ] [ НЛ 96 ]  |
| 103   | Деме́нтьев Андрей Александрович                                                                | 15.05.1946 | артиллерия   | командир дивизиона 279-го гвардейского лёгкого артиллерийского полка 23-й гвардейской лёгкой артиллерийской бригады 5-й артиллерийской дивизии 4-го артиллерийского корпуса прорыва РГК в составе 3-й ударной армии 1-го Белорусского фронта                                                   | гвардии майор              | 10.05.1917 — 03.09.1984 | [ БС 30 ] [ ГС 103 ] [ НЛ 97 ]  |
| 104   | Деме́нтьев Евгений Ильич                                                                       | 29.06.1945 | авиация      | старший лётчик 167-го гвардейского штурмового авиационного полка 10-й гвардейской штурмовой авиационной дивизии 17-й воздушной армии 3-го Украинского фронта | гвардии лейтенант          | 23.03.1920 — 13.07.1999 | [ БС 30 ] [ ГС 104 ] [ НЛ 98 ]  |
| 105   | Деме́нтьев Иван Андреевич                                                                      | 26.10.1944 | артиллерия   | командир орудия 890-го артиллерийского полка 330-й стрелковой дивизии 50-й армии 2-го Белорусского фронта | старший сержант            | 01.12.1901 — 15.10.1964 | [ БС 30 ] [ ГС 105 ] [ НЛ 99 ]  |
| 106   | Деме́нтьев Иван Павлович                                                                       | 20.04.1945 | морской флот | автоматчик 384-го отдельного батальона морской пехоты Одесской военно-морской базы Черноморского флота | краснофлотец               | 24.06.1912 — 05.09.1944 | [ БС 30 ] [ ГС 106 ] [ НЛ 100 ] |
| 107   | Деме́нтьев Юрий Александрович                                                                  | 24.03.1945 | пехота       | командир роты 1077-го стрелкового полка 316-й стрелковой дивизии 46-й армии 2-го Украинского фронта | лейтенант                  | 15.05.1925 — 05.07.1995 | [ БС 31 ] [ ГС 107 ] [ НЛ 101 ] |
| 108   | Деметрашви́ли Иван Гаврилович (Деметришвили Иван Гаврилович) груз. დემეტრაშვილი ივანე          | 31.05.1945 | пехота       | командир роты 1054-го стрелкового полка 301-й стрелковой дивизии 9-го стрелкового корпуса 5-й ударной армии 1-го Белорусского фронта | капитан                    | 25.02.1908 — 16.04.1945 | [ БС 32 ] [ ГС 108 ] [ НЛ 102 ] |
| 109   | Деме́хин Андрей Васильевич                                                                     | 13.04.1944 | авиация      | командир звена 503-го штурмового авиационного полка 206-й штурмовой авиационной дивизии 7-го штурмового авиационного корпуса 8-й воздушной армии 4-го Украинского фронта | лейтенант                  | 06.12.1921 — 08.10.1946 | [ БС 32 ] [ ГС 109 ] [ НЛ 103 ] |
| 110   | Демиде́нко Иван Саввич укр. Демиденко Іван Савович                                             | 16.10.1943 | артиллерия   | наводчик орудия 34-го гвардейского артиллерийского полка 6-й гвардейской стрелковой дивизии 60-й армии Центрального фронта | гвардии сержант            | 23.02.1921 — 20.08.1981 | [ БС 32 ] [ ГС 110 ] [ НЛ 104 ] |
| 111   | Деми́дов Александр Александрович                                                               | 15.01.1944 | инженер      | сапёр сапёрного взвода 234-го гвардейского стрелкового полка 76-й гвардейской стрелковой дивизии 61-й армии Центрального фронта | гвардии красноармеец       | 15.01.1915 — 18.02.1988 | [ БС 32 ] [ ГС 111 ] [ НЛ 105 ] |
| 112   | Деми́дов Василий Александрович бел. Дзямідаў Васіль Аляксандравіч                              | 19.04.1945 | авиация      | командир звена 10-го отдельного разведывательного авиационного полка 1-й воздушной армии 3-го Белорусского фронта | старший лейтенант          | 12.04.1921 — 11.06.1989 | [ БС 32 ] [ ГС 112 ] [ НЛ 106 ] |
| 113   | Деми́дов Владимир Алексеевич                                                                   | 26.10.1944 | авиация      | командир эскадрильи 7-го гвардейского штурмового авиационного полка 230-й штурмовой авиационной дивизии 4-й воздушной армии 2-го Белорусского фронта | гвардии капитан            | 28.07.1913 — 16.11.1980 | [ БС 32 ] [ ГС 113 ] [ НЛ 107 ] |
| 114   | Деми́дов Ростислав Сергеевич укр. Демидов Ростислав Сергійович                                 | 06.03.1945 | авиация      | штурман звена 1-го гвардейского минно-торпедного авиационного полка 8-й минно-торпедной авиационной дивизии ВВС Балтийского флота | гвардии старший лейтенант  | 04.11.1922 — 09.06.2017 | [ БС 32 ] [ ГС 114 ] [ НЛ 108 ] |
| 115   | Дёмин Александр Иванович                                                                      | 24.03.1945 | пехота       | заместитель по строевой части командира 900-го горнострелкового полка 242-й горнострелковой дивизии 1-й гвардейской армии 4-го Украинского фронта | подполковник               | 15.02.1921 — 24.09.1944 | [ БС 33 ] [ ГС 115 ] [ НЛ 109 ] |
| 116   | Дёмин Александр Фёдорович                                                                     | 26.10.1943 | артиллерия   | командир орудия 451-го гаубичного артиллерийского полка 40-й гаубичной артиллерийской бригады 11-й артиллерийской дивизии 6-й армии Юго-Западного фронта | сержант                    | 18.07.1918 — 23.03.1943 | [ БС 34 ] [ ГС 116 ] [ НЛ 110 ] |
| 117   | Дёмин Лев Степанович                                                                          | 02.09.1974 | космонавт    | бортинженер космического корабля «Союз-15» | полковник-инженер          | 11.01.1926 — 18.12.1998 | ——                              |
| 118   | Дёмин Никита Степанович                                                                       | 07.05.1965 | генерал      | за образцовое выполнение боевых заданий командования, умелое руководство партийно-политической работой в боевых условиях, мужество и героизм, проявленные в борьбе с фашистскими захватчиками, и в ознаменование 20-летия Победы советского народа в Великой Отечественной войне 1941—1945 гг. | генерал-лейтенант          | 31.10.1910 — 27.05.1989 | ——                              |
| 119   | Дёмин Николай Александрович                                                                   | 22.08.1944 | пехота       | командир роты механизированного батальона автоматчиков 65-й танковой бригады 11-го танкового корпуса 8-й гвардейской армии 1-го Белорусского фронта | лейтенант                  | 15.08.1924 — 07.08.1944 | [ БС 34 ] [ ГС 119 ] [ НЛ 111 ] |
| 120   | Дёмин Николай Архипович                                                                       | 08.09.1945 | пехота       | помощник командира взвода пешей разведки 8-го стрелкового полка 3-й стрелковой дивизии 2-й армии 2-го Дальневосточного фронта | старшина                   | 19.12.1918 — 25.07.1998 | [ БС 35 ] [ ГС 120 ] [ НЛ 112 ] |
| 121   | Дёмин Николай Николаевич                                                                      | 29.06.1945 | артиллерия   | наводчик орудия батареи 45-мм пушек 17-го гвардейского стрелкового полка 5-й гвардейской стрелковой дивизии 11-й гвардейской армии 3-го Белорусского фронта | гвардии младший сержант    | 03.11.1924 — 09.08.2000 | [ БС 36 ] [ ГС 121 ] [ НЛ 113 ] |
| 122   | Дёмин Николай Тарасович                                                                       | 30.10.1943 | пехота       | стрелок 303-го стрелкового полка 69-й стрелковой дивизии 65-й армии Центрального фронта | красноармеец               | 06.12.1922 — 07.03.1968 | [ БС 36 ] [ ГС 122 ] [ НЛ 114 ] |
| 123   | Дёмкин Александр Самуилович                                                                   | 07.04.1940 | пехота       | пулемётчик 756-го стрелкового полка 150-й стрелковой дивизии 13-й армии Северо-Западного фронта | красноармеец               | 11.09.1913 — 1942       | [ БС 36 ] [ ГС 123 ] [ НЛ 115 ] |
| 124   | Дему́ра Владимир Федотович укр. Демура Володимир Федотович                                     | 21.03.1940 | связисты     | командир отделения связи 768-го стрелкового полка 138-й стрелковой дивизии 7-й армии Северо-Западного фронта | младший комвзвод           | 03.06.1918 — 14.02.1940 | [ БС 36 ] [ ГС 124 ] [ НЛ 116 ] |
| 125   | Де́мченко Василий Дмитриевич                                                                   | 27.02.1945 | пехота       | командир батальона 283-го гвардейского стрелкового полка 94-й гвардейской стрелковой дивизии 5-й ударной армии 1-го Белорусского фронта | гвардии капитан            | 08.06.1921 — 12.04.1996 | [ БС 36 ] [ ГС 125 ] [ НЛ 117 ] |
| 126   | Де́мченко Василий Иванович укр. Демченко Василь Іванович                                       | 13.09.1944 | пехота       | помощник командира взвода разведки мотострелкового батальона 45-й механизированной бригады 5-го механизированного корпуса 6-й танковой армии 2-го Украинского фронта | сержант                    | 31.12.1920 — 15.08.1996 | [ БС 36 ] [ ГС 126 ] [ НЛ 118 ] |
| 127   | Де́мченко Георгий Александрович                                                                | 15.11.1983 | пехота       | командир взвода 66-й отдельной мотострелковой бригады 40-й армии ограниченного контингента советских войск в Афганистане | лейтенант                  | 02.08.1959 — 16.05.1983 | ——                              |
| 128   | Де́мченко Фёдор Васильевич укр. Демченко Федір Васильович                                      | 20.12.1943 | артиллерия   | командир миномётной роты 30-го гвардейского воздушно-десантного полка 10-й гвардейской воздушно-десантной дивизии 37-й армии Степного фронта | гвардии старший лейтенант  | 03.09.1919 — 04.10.1943 | [ БС 36 ] [ ГС 128 ] [ НЛ 119 ] |
| 129   | Де́мченков Филипп Трофимович                                                                   | 12.04.1942 | авиация      | командир звена 150-го скоростного бомбардировочного авиационного полка 46-й авиационной дивизии ВВС Западного фронта | младший лейтенант          | 27.10.1915 — 04.09.1975 | [ БС 37 ] [ ГС 129 ] [ НЛ 120 ] |
| 130   | Демья́ненко Иван Никитович укр. Дем'яненко Іван Микитович                                      | 24.12.1943 | артиллерия   | командир батареи 399-го гаубичного артиллерийского полка 2-й гвардейской гаубичной артиллерийской бригады 1-й гвардейской артиллерийской дивизии РГК в состае 65-й армии Центрального фронта                                                                                                   | старший лейтенант          | 25.09.1917 — 23.11.1978 | [ БС 37 ] [ ГС 130 ] [ НЛ 121 ] |
| 131   | Демья́ненко Илья Сергеевич                                                                     | 20.04.1945 | морской флот | автоматчик роты автоматчиков 384-го отдельного батальона морской пехоты Одесской военно-морской базы Черноморского флота | краснофлотец               | 15.09.1922 — 27.03.1944 | [ БС 37 ] [ ГС 131 ] [ НЛ 122 ] |
| 132   | Демяно́вский Сергей Григорьевич укр. Дем'янівський Сергій Григорович                           | 05.05.1945 | артиллерия   | командующий артиллерией 5-й гвардейской стрелковой дивизии 11-й гвардейской армии 3-го Белорусского фронта | гвардии полковник          | 10.12.1906 — 19.07.1994 | [ БС 37 ] [ ГС 132 ] [ НЛ 123 ] |
| 133   | Денисе́нко Владимир Гурьевич укр. Денисенко Володимир Гурійович                                | 01.07.1944 | авиация      | командир звена 32-го истребительного авиационного полка 256-й истребительной авиационной дивизии 5-го истребительного авиационного корпуса 2-й воздушной армии 1-го Украинского фронта | лейтенант                  | 16.07.1921 — 26.04.1945 | [ БС 37 ] [ ГС 133 ] [ НЛ 124 ] |
| 134   | Денисе́нко Григорий Кириллович укр. Денисенко Григорій Кирилович                               | 15.05.1946 | авиация      | штурман эскадрильи 235-го штурмового авиационного полка 264-й штурмовой авиационной дивизии 5-го штурмового авиационного корпуса 5-й воздушной армии 2-го Украинского фронта | лейтенант                  | 10.05.1921 — 20.03.2011 | [ БС 37 ] [ ГС 134 ] [ НЛ 125 ] |
| 135   | Денисе́нко Михаил Иванович укр. Денисенко Михайло Іванович                                     | 20.12.1943 | генерал      | командир 36-й гвардейской стрелковой дивизии 68-го стрелкового корпуса 57-й армии Степного фронта | гвардии генерал-майор      | 24.07.1899 — 07.04.1949 | [ БС 37 ] [ ГС 135 ] [ НЛ 126 ] |
| 136   | Денисе́нко Сергей Петрович укр. Денисенко Сергій Петрович                                      | 23.10.1943 | пехота       | командир взвода 957-го стрелкового полка 309-й стрелковой дивизии 40-й армии Воронежского фронта | лейтенант                  | 14.01.1921 — 01.12.1961 | [ БС 38 ] [ ГС 136 ] [ НЛ 127 ] |
| 137   | Дени́сов Алексей Александрович                                                                 | 21.04.1940 | авиация      | командир 12-й отдельной истребительной эскадрильи 61-й авиационной бригады ВВС Балтийского флота | майор                      | 01.10.1907 — 14.04.1976 | ——                              |
| 138   | Дени́сов Алексей Макарович (Денисов Александр Макарович)                                       | 20.12.1943 | комиссар     | комсорг батальона 24-го гвардейского воздушно-десантного полка 10-й гвардейской воздушно-десантной дивизии 37-й армии Степного фронта | гвардии младший лейтенант  | 05.06.1922 — 06.10.1943 | [ БС 39 ] [ ГС 138 ] [ НЛ 128 ] |
| 139   | Дени́сов Алексей Михайлович                                                                    | 15.01.1944 | пехота       | командир роты автоматчиков 32-го гвардейского стрелкового полка 12-й гвардейской стрелковой дивизии 61-й армии Центрального фронта | гвардии капитан            | 10.05.1918 — 27.01.2012 | [ БС 39 ] [ ГС 139 ] [ НЛ 129 ] |
| 140   | Дени́сов Анатолий Михайлович                                                                   | 27.02.1945 | пехота       | командир батальона 1103-го стрелкового полка 328-й стрелковой дивизии 47-й армии 1-го Белорусского фронта | капитан                    | 14.10.1915 — 04.09.1978 | [ БС 39 ] [ ГС 140 ] [ НЛ 130 ] |
| 141   | Дени́сов Вячеслав Николаевич                                                                   | 22.01.1944 | морской флот | командир бронекатера № 81 1-го гвардейского дивизиона бронекатеров 4-й бригады бронекатеров Азовской военной флотилии | гвардии старший лейтенант  | 04.03.1918 — 06.11.1943 | ——                              |
| 142   | Дени́сов Георгий Михайлович                                                                    | 29.06.1945 | авиация      | заместитель командира и лётчик-инспектор по технике пилотирования 683-го штурмового авиационного полка 335-й штурмовой авиационной дивизии 3-й воздушной армии 3-го Белорусского фронта | майор                      | 01.09.1917 — 06.09.2002 | [ БС 39 ] [ ГС 142 ] [ НЛ 131 ] |
| 143   | Дени́сов Иван Фёдорович                                                                        | 24.03.1945 | пехота       | командир взвода автоматчиков 102-го гвардейского стрелкового полка 35-й гвардейской стрелковой дивизии 8-й гвардейской армии 1-го Белорусского фронта | гвардии лейтенант          | 19.12.1924 — 14.05.1995 | [ БС 39 ] [ ГС 143 ] [ НЛ 132 ] |
| 144   | Дени́сов Константин Дмитриевич                                                                 | 23.10.1942 | авиация      | командир 7-го истребительного авиационного полка 62-й истребительной авиационной бригады ВВС Черноморского флота | капитан                    | 27.08.1915 — 20.11.1988 | ——                              |
| 145   | Дени́сов Максим Яковлевич                                                                      | 10.04.1945 | пехота       | командир роты 29-й гвардейской мотострелковой бригады 10-го гвардейского танкового корпуса 4-й танковой армии 1-го Украинского фронта | гвардии старший лейтенант  | 25.10.1913 — 21.06.1970 | [ БС 41 ] [ ГС 145 ] [ НЛ 133 ] |
| 146   | Дени́сов Михаил Игнатьевич                                                                     | 03.06.1944 | танкист      | механик-водитель танка Т-34 305-го танкового батальона 53-й гвардейской танковой бригады 6-го гвардейского танкового корпуса 3-й гвардейской танковой армии 1-го Украинского фронта | гвардии старший сержант    | 13.01.1914 — 03.07.2001 | [ БС 41 ] [ ГС 146 ] [ НЛ 134 ] |

| Навигационная таблица | Навигационная таблица              |
| --------------------- | ---------------------------------- |
| «Д»                   | Давиденко Василий — Денисов Михаил |
| «Д»                   | Денисов Осип — Донских Александр   |
| «Д»                   | Донских Иван — Дятлов Игнатий      |